# Marinesperrzeugamt Tilzow
Das Marinesperrzeugamt Tilzow der deutschen Kriegsmarine befand sich im Waldgebiet Möllin-Medow bei Tilzow südöstlich von Bergen auf der Insel Rügen. Spuren der Einrichtung sind heute noch zu erkennen.

## Geschichte
Das Marinesperrzeugamt Tilzow war ein Marine-Munitionslager. Es wurde am 2. Februar 1943 in Betrieb genommen und durch Verfügung des O.K.M./Skl Qu II vom 20. Juli 1943 „Organisation der Zeugämter“ in Sperrwaffenarsenal umbenannt. Es bestand bis 1945.
Kommandant des Sperrwaffenarsenals war während der gesamten Zeit des Bestehens Kapitän zur See (W) z. V. Conrad Neid, ehemaliger Kommandant des Sperrwaffenzeugamtes Kiel-Dietrichsdorf.
Die Anlage bestand aus 80 Lagerbunkern der Größe von etwa 20 m × 30 m, in denen Seeminen gelagert wurden. Die einzelnen Bunker waren mit einer Schmalspurbahn verbunden. An der Bahnstrecke Bergen auf Rügen–Lauterbach Mole befand sich in der Nähe des Ortes Neklade ein Bahnhof.
Außerhalb des eigentlichen Areals lagen die Kommandantur sowie die Wohnblöcke für die Sprengmeister. Die Gebäude sind noch erhalten.
1947 erfolgte die Sprengung und Demontage der Bunkeranlagen auf Befehl der sowjetischen Besatzungsmacht. Später wurde das Areal von der raketentechnischen Abteilung der Sechsten Flottille der Volksmarine der DDR weiterhin zu militärischen Zwecken genutzt und war nicht öffentlich zugänglich.
Im Gelände sind zahlreiche Spuren der gesprengten Bunkeranlagen, Metallrelikte, Bombenkrater, die Dämme der Schmalspurbahn sowie noch zivil genutzte Gebäude erhalten. Von der am ehemaligen Gelände vorbeiführenden Bahnstrecke sind Laderampen und Reste der Absperrungen deutlich erkennbar.